# Uromyces appendiculatus

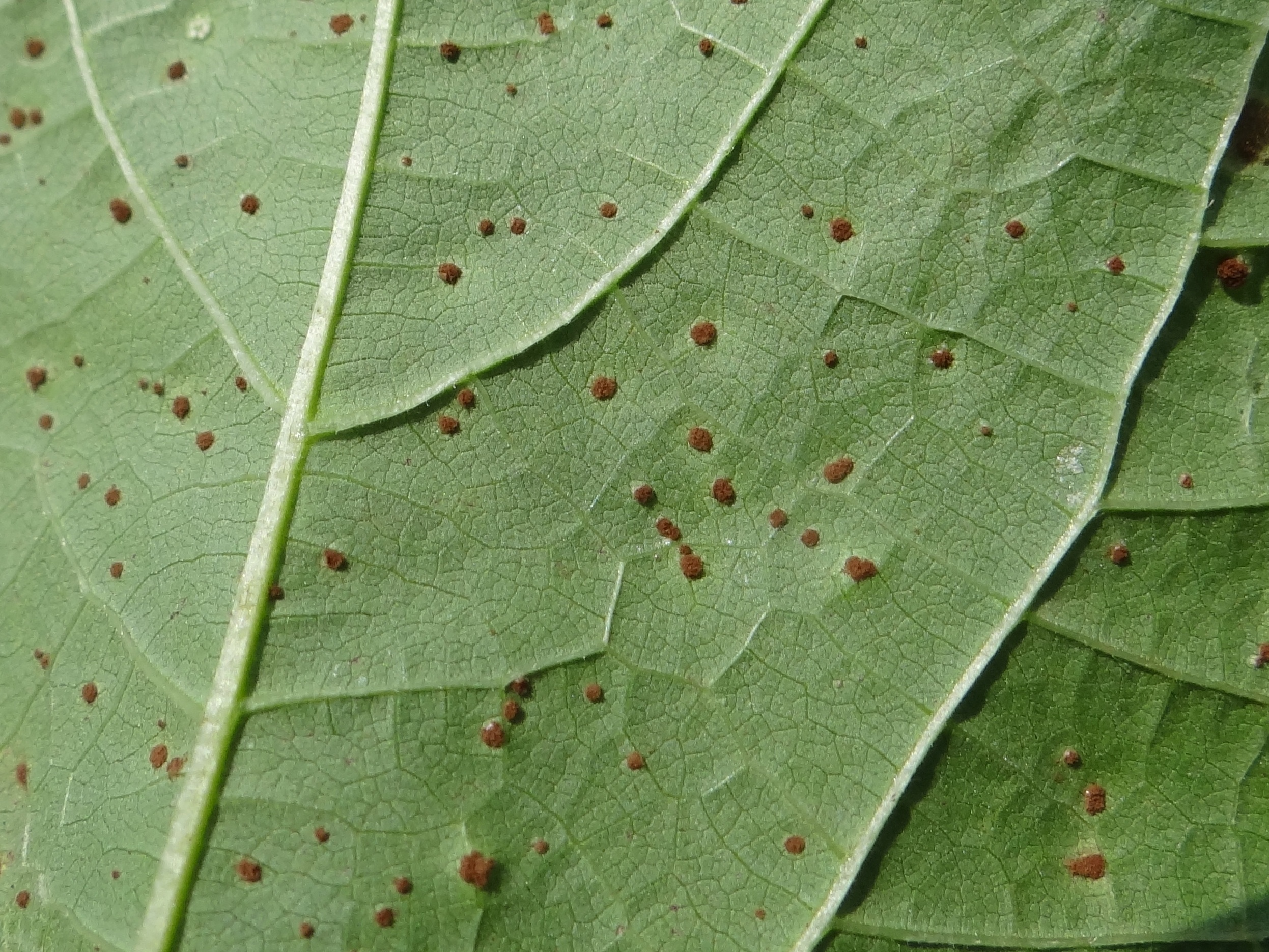
Uredinia na dolnej stronie liścia fasol

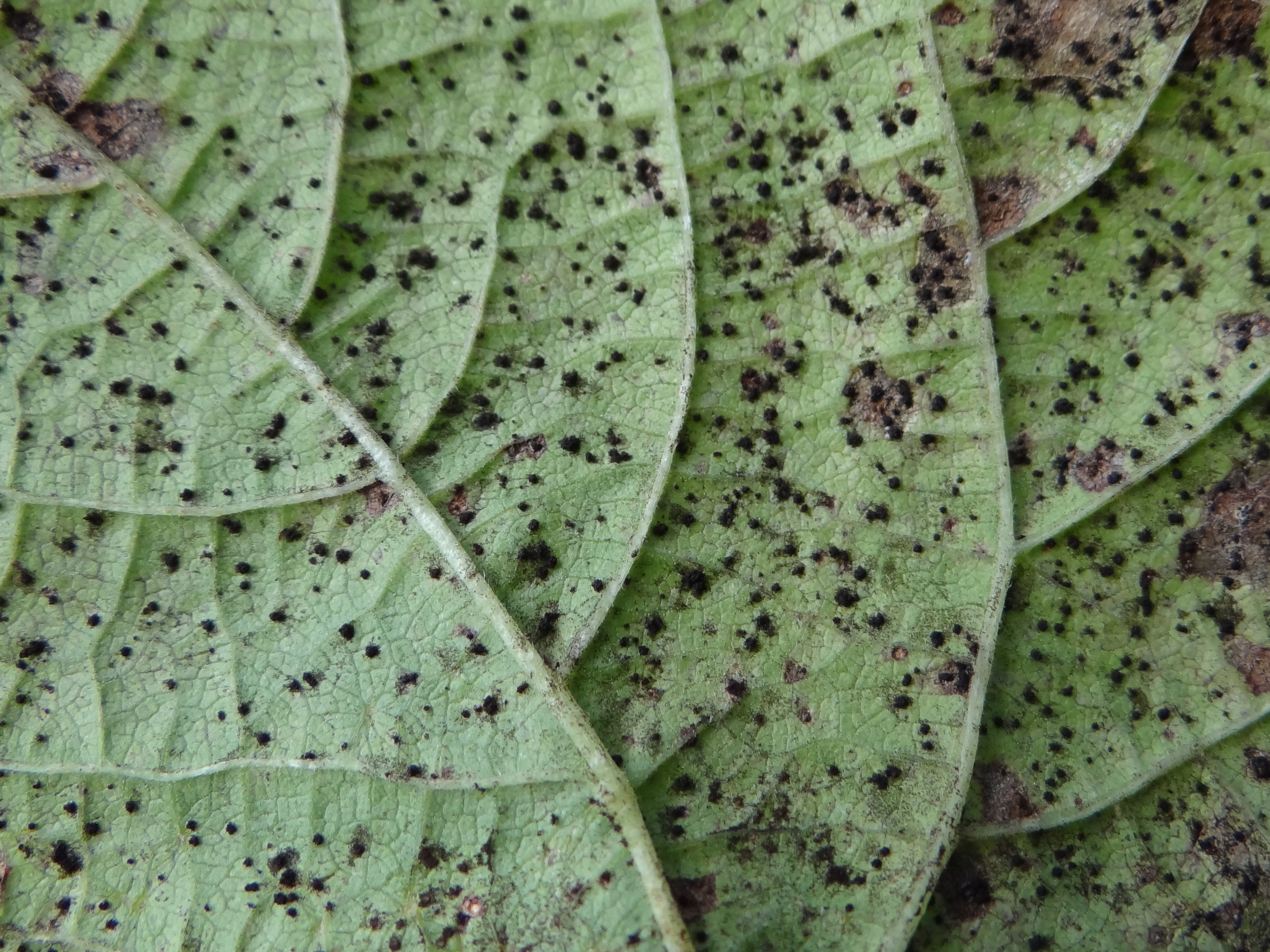
Telia na dolnej stronie liścia fasoli

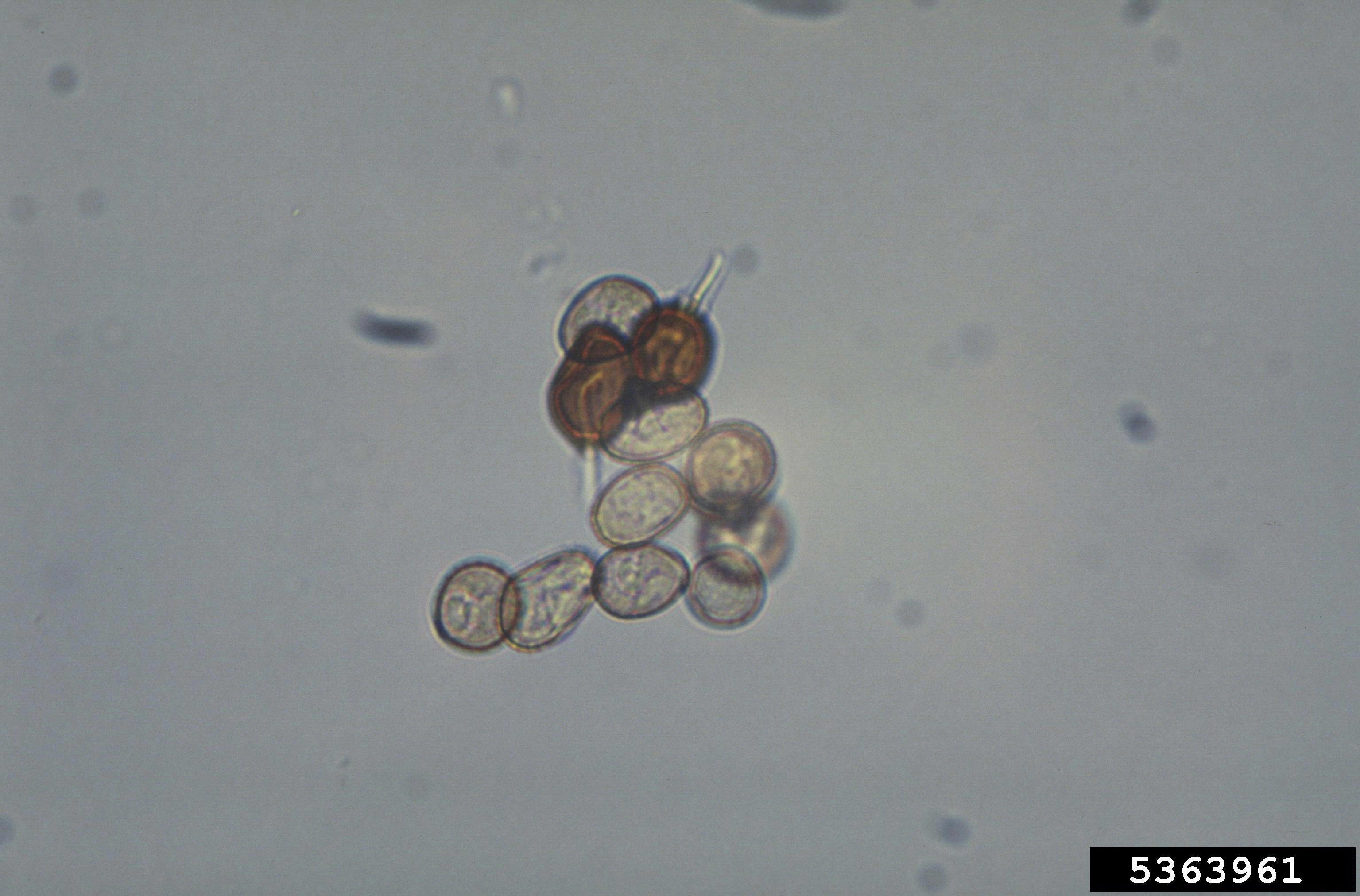
Teliospory i urediniospory

Uromyces appendiculatus F. Strauss – gatunek grzybów z rodziny rdzowatych (Pucciniaceae). Wywołuje chorobę zwaną rdzą fasoli.

## Systematyka i nazewnictwo
Pozycja w klasyfikacji według Index Fungorum: Uromyces, Pucciniaceae, Pucciniales, Incertae sedis, Pucciniomycetes, Pucciniomycotina, Basidiomycota, Fungi.
Synonimów nazwy naukowej ma około 40. Niektóre z nich.

- Caeoma phaseoli (Pers.) Nees 1816
- Coeomurus appendiculatus (Pers.) Kuntze 1898
- Coeomurus phaseolarum (R. Hedw. ex DC.) Gray 1821
- Erysibe appendiculata (Pers.) Wallr. 1833
- Erysibe appendiculata (Pers.) Wallr. 1833 var. appendiculata
- Nigredo appendiculata (Pers.) Arthur 1920
- Puccinia phaseoli Rebent. 1804)
- Puccinia phaseoli Rebent. 1804  var. phaseoli
- Uredo appendiculata Pers. 1796
- Uredo appendiculata Pers. 1796 var. appendiculata
- Uredo appendiculata var. phaseoli (Pers.) Sacc. 1888
- Uredo appendiculata a phaseoli Pers. 1795
- Uredo phaseolarum R. Hedw. ex DC. 1808
- Uromyces appendiculatus (Pers.) Link 1816
- Uromyces phaseoli G. Winter 1881
- Uromyces phaseolorum de Bary 1863

W polskich opracowaniach opisywany jest jako Uromyces phaseoli.

## Cykl rozwojowy
Wytwarza w typowy dla rdzowatych sposób 5 gatunków zarodników. W odróżnieniu jednak od większości przedstawicieli tej rodziny jest to rdza jednodomowa, czyli taka, która pełny cykl rozwojowy odbywa na jednym żywicielu
Na pozostałych w ziemi resztkach fasoli zimują zarodniki zwane teliosporami. Wiosną wyrasta z nich przedgrzybnia, na której wytwarzane są zarodniki płciowe – bazydiospory. Dokonują one infekcji pierwotnej zakażając młode rośliny fasoli. Na ich liściach powstają rdzawe plamki i brodawkowate wytwory grzybni, w których wytwarzane są dwa rodzaje zarodników: pyknidia i ecjospory. Te ostatnie rozprzestrzeniane przez wiatr dokonują infekcji wtórnej zakażając nowe rośliny fasoli. Rozwój pyknidiów i ecjów trwa tylko kilka dni, a owocniki wytwarzające te typy zarodników są małe i trudne do zauważenia. Z ecjospor kiełkujących na liściach fasoli rozwija się grzybnia wytwarzająca zarodniki zwane urediniosporami, które również dokonują infekcji wtórnych. Jesienią powstają na liściach czarne grudki (telia), w których wytwarzane są zarodniki przetrwalnikowe – teliospory. 
Występujące na górnej powierzchni liści bardzo drobne pyknidia nie zarażają innych roślin. Ich zadanie jest inne. Są haploidalne i są dwóch rodzajów: (+) i (-) (tzw. heterotalizm). Jądra dwóch pykniospor różnych znaków mogą połączyć się z sobą (kariogamia), częściej jednak zachodzi ich kontakt z receptorami pykniospor o innym znaku, i wówczas dochodzi do kariogamii różnoimiennych jąder. Powstaje grzybnia dwujądrowa, diploidalna, a z niej rozwijają się ecja. Tak więc dzięki pykniosporom ecjospory mogą być wytwarzane nawet w tych przypadkach, gdy na liściu fasoli wykiełkowały tylko bazydiospory tego samego znaku. Owady mogą bowiem przynieść pykniospory o innym znaku z innych liści fasoli.

## Występowanie
Pasożytuje na  fasoli wielkokwiatowej (Phaseolus coccineus), fasoli zwykłej (Phaseolus vulgaris) i wspiędze pospolitej (Lablab purpureus). Występuje we wszystkich rejonach świata, w których uprawiana jest fasola.